# Eddy Wauters
Edward (Eddy) Wauters (Borgerhout, 12 juli 1933 – Malle, 24 januari 2025) was een Belgische voetballer, sportbestuurder en bankier. Hij speelde in de jaren '50 en '60 gedurende veertien seizoenen voor Royal Antwerp FC en was van 1969 tot 2012 voorzitter van die club. Wauters kwam vier keer in actie voor het Belgisch voetbalelftal.

## Biografie

### Begin voetbalcarrière
Eddy Wauters werd geboren in het Antwerpse Borgerhout. Op jonge leeftijd wilde hij graag voetballen. Hij had de keuze tussen Beerschot, Berchem Sport en Royal Antwerp FC. De laatste club was het makkelijkst te bereiken en dus sloot Wauters zich in 1949 aan bij rood-wit.
In 1952 debuteerde Wauters in het eerste elftal van Antwerp, dat later zou uitgroeien tot "zijn" club. In eerste instantie kwam hij niet vaak aan de bak, maar aan het einde van de jaren 50 groeide hij uit tot een titularis in het elftal. Wauters speelde op de linkerflank, maar kwam in zijn carrière ook vaak op andere posities uit. In die dagen werd hij ook opgeroepen voor de nationale ploeg.

### Nationale ploeg
Eddy Wauters werd voor het eerst geroepen voor de Rode Duivels door André Vandeweyer. Maar ook de latere selectieheren riepen hem soms op. Spelen deed hij minder vaak, in totaal kwam Wauters vier keer in actie voor de nationale ploeg. Zijn laatste interland speelde Wauters onder selectieheer Constant Vanden Stock, die later net als Wauters voorzitter van een voetbalclub zou worden. In de nationale ploeg was Wauters een ploegmaat van onder meer Rik Coppens, Paul Van Himst, Jean Nicolay, Jef Jurion en Fernand Goyvaerts.
In 1959 speelde Wauters, die bij de nationale ploeg steeds als rechtsachter fungeerde, tegen Nederland. De wedstrijd vond plaats in Rotterdam en eindigde in een 9-1-overwinning voor Oranje. De wedstrijd vond plaats in de thuishaven van voetbalclub Feyenoord, waardoor de afstraffing de geschiedenis inging als "Feyemoord". Wauters werd die wedstrijd voortdurend overklast door de snelle linksbuiten Coen Moulijn.
Zijn laatste interland speelde Wauters op 28 februari 1960. Het ging om een vriendschappelijke partij tegen buurland Frankrijk. België won met 1-0 na een doelpunt van André Piters. Nadien zat Wauters nog acht keer op de bank van de nationale ploeg, maar kwam hij niet meer aan spelen toe.

### Studies
Wauters studeerde in Leuven aan de Katholieke Universiteit. Hij volgde de richtingen rechten en economie. Met de taxi, betaald door Antwerp FC, werd hij telkens naar Leuven gebracht. In 1956 verhuisde hij naar de Verenigde Staten, waar hij aan de Yale-universiteit ook economie studeerde. Hij was er in die dagen aangesloten bij voetbalclub New York Hakoah. Met die club werd hij regionaal kampioen en bereikte hij de finale van de US Open Cup.

### Einde voetbalcarrière
In 1957 keerde hij terug naar België en sloot hij zich opnieuw aan bij Antwerp FC. Vanaf dan werd hij een vaste waarde in het Antwerpse elftal. Gedurende de jaren 60 moest de club het stellen met ereplaatsen. Zo werd Antwerp in 1963 vicekampioen, na Standard Luik. Twee jaar later stopte Wauters met voetballen na 234 gespeelde wedstrijden voor Antwerp.

### Kredietbank
In 1960 ging Wauters aan de slag bij de Kredietbank. Fernand Collin, voorzitter van Antwerp FC, was in die periode ook voorzitter van de bank. In 1981 werd hij voorzitter van de bank, maar in 1984 werd hij beschuldigd van fraude. Hij stapte op en werd als directievoorzitter door Louis Delmotte opgevolgd, die werd door Jan Huyghebaert werd opgevolgd en op zijn beurt de fakkel doorgaf aan Marcel Cockaerts, die Kredietbank omvormde tot de huidige KBC Groep. Wauters bleef wel voorzitter van de raad van bestuur tot Marc Santens hem in 1994 in deze functie opvolgde.

### Voorzitterschap
Onder leiding van voorzitter Fernand Collin degradeerde Antwerp op het einde van het seizoen 1967/68 naar Tweede Klasse. Een sportieve ramp die het einde betekende van het voorzitterschap van Collin. Eddy Wauters werd gevraagd om Collin op te volgen, waarvoor hij bedankte. Collin werd uiteindelijk opgevolgd door Jos Lahou die reeds enkele maanden later overleed. Op 20 maart 1969 nam Eddy Wauters de leiding van "The Great Old" dan toch op zich.
In 1970 maakte Wauters zijn eerste ambitie waar. Hij leidde de club terug naar Eerste Klasse. Op het einde van het seizoen 1971/72 werd de Hongaarse trainer Pál Csernai ontslagen. Wauters nam het roer toen zelf over, samen met assistent-coach Domien Simons. Hetzelfde deed hij ook tijdens het seizoen 1979/80. Toen werd hij zelf hoofdtrainer, na het ontslag van Staf Van den Bergh. Antwerp was in die periode niet langer een Belgische topclub, maar kon gedurende de jaren 70 wel nog rekenen op enkele uitschieters. Zowel in 1974 als 1975 werd Antwerp vicekampioen. Dichter kwam de club niet meer bij de landstitel. In 1975 haalde Antwerp ook de finale van de Beker van België. Maar Wauters zag hoe in die finale het team van coach Guy Thys met 1-0 verloor van RSC Anderlecht. Het werd opnieuw net niet voor Antwerp.

#### Zaak-Bellemans
In de jaren 80 startte onderzoeksrechter Guy Bellemans een zoektocht naar zwartgeldcircuits in het Belgisch voetbal. Het onderzoek was de aanleiding voor de ontdekking van het omkoopschandaal Standard-Waterschei. Verscheidene voorzitters, waaronder ook Eddy Wauters, werden gearresteerd en ondervraagd. Er kan gesteld worden dat zwart geld in die periode schering en inslag was in het Belgisch voetbal. Vier jaar later werden Wauters en andere leden van het bestuur van Antwerp FC door de Kamer van inbeschuldigingstelling vrijgesproken wegens een gebrek aan bewijzen.

#### Het Mirakel van Vitosha
Een van de meest opmerkelijke successen boekte Antwerp in 1989 in de Europese wedstrijd tegen Vitosha Sofia. Antwerp boog toen in de blessuretijd een 1-3-achterstand om in een 4-3 zege. Aanvaller Nico Claesen scoorde toen twee belangrijke goals. De opvallende remonte van de club ging de geschiedenis in als het "Mirakel van Vitosha".

#### Beker van België en Europacup II
Eddy Wauters stelde in 1991 Walter Meeuws aan als de nieuwe coach van Antwerp. Meeuws werd erg populair bij de spelersgroep en stuwde zijn team naar de finale van de Beker van België. Daarin werd doelman Ratko Svilar de uitblinker, want hij stopte twee strafschoppen, en scoorde er zelf een. Antwerp won na verlengingen en penalty's van KV Mechelen.
Maar de relatie tussen Wauters en Meeuws verzuurde. De twee zaten nooit op dezelfde golflengte betreffende het eventueel verlengen van het contract van Meeuws en dat van enkele vooraanstaande spelers, wat voor strubbelingen zorgde. Toch slaagde Antwerp erin om de finale van de Europacup II te bereiken. Daarin verloor de club met 3-1 van het Italiaanse Parma AC. Wauters vond dat Meeuws in de fout was gegaan door in de finale doelman Svilar niet op te stellen. De slechte relatie tussen de twee resulteerde in ruzies die voor de ogen van verschillende journalisten werden uitgevochten. Meeuws stapte uiteindelijk op en tekende een contract bij AA Gent.

#### Degradatie
Onder het toezicht van voorzitter Wauters degradeerde Antwerp in 1998 terug naar Tweede Klasse. Dat was slechts vijf jaar na het bereiken van de Europacup II-finale. De voorzitter haalde vervolgens trainer Regi Van Acker naar de Bosuil. Hij loodste de club na twee seizoenen terug naar het hoogste niveau. Maar lang duurde de terugkeer niet. Tijdens het seizoen 2003/04 bleven de goede resultaten uit. Wauters ontsloeg trainer René Desaeyere en verving hem eerst door Dojčin Perazić en daarna door Marc Grosjean. Maar ook zij konden Antwerp niet in Eerste Klasse houden. De club degradeerde, waarna Wauters Van Acker terughaalde. Maar deze keer werkte ook de aanwezigheid van Van Acker niet. Antwerp is ondertussen in de handen van Patrick Decuyper, die de club ondanks de vele geldelijke eisen van Wauters opnieuw financieel gezond maakte. In 2017 promoveerde Antwerp opnieuw naar Eerste Klasse. Anno 2019 is Jan Michel de voorzitter en Paul Gheysens de eigenaar van Royal Antwerp FC.

#### Einde van een tijdperk
Na een samenwerking met de nv RAFC Management in augustus 2011, was de rol van voorzitter beperkt geworden. In december 2011 kon Eddy Wauters echter nog een stemming over zijn positie verijdelen door een bevel van de Antwerpse rechtbank van eerste aanleg. Eddy Wauters vond de agenda van een bijzondere algemene vergadering van de vzw onduidelijk. Een nieuwe bijzondere algemene vergadering op maandag 9 januari 2012 bracht echter een einde aan het 42 jaar lange voorzitterschap van Wauters.
Wauters overleed op 91-jarige leeftijd.